# Haining Open
Haining Open – nierankingowy turniej snookera rozgrywany w Chinach. Do 2015 roku był to turniej drugorzędny w ramach Players Tour Championship.

## Historia
Turniej odbył się po raz pierwszy w 2014 roku w Haining Sports Center w Haining, Zhejiang w Chinach. Turniej inauguracyjny wygrał Stuart Bingham, który w finale pokonał swojego rodaka Olivera Linesa wynikiem 4–0. W 2015 roku turniej wygrał Ding Junhui.
Matthew Selt został zwycięzcą turnieju Haining Open, już organizowanego przez Chinese Billiard & Snooker Association (CBSA), w 2016 r., . Organizatorzy wydarzenia chcieli utrzymać imprezę po niedawnym zamknięciu Asian Tour. Zwycięzcą w 2019 został tajski snookerzysta  Thepchaiya Un-Nooh.
Z powodu ograniczeń w podróżowaniu spowodowanych pandemią COVID-19 turniej nie odbył się w sezonie 2020/21. W edycji 2021/22 wzięli udział głównie zawodnicy z Chin, ze względu na wciąż obowiązujące ograniczenia w podróżowaniu.

## Zwycięzcy
| Rok                          | Zwycięzca                           | Przeciwnik                          | Wynik                               | Sezon                        | Przypisy                     |
| Haining Open (Minor-ranking) | Haining Open (Minor-ranking)        | Haining Open (Minor-ranking)        | Haining Open (Minor-ranking)        | Haining Open (Minor-ranking) | Haining Open (Minor-ranking) |
| ---------------------------- | ----------------------------------- | ----------------------------------- | ----------------------------------- | ---------------------------- | ---------------------------- |
| 2014                         | Stuart Bingham                      | Oliver Lines                        | 4–0                                 | 2014/15                      | [ 4 ]                        |
| 2015                         | Ding Junhui                         | Ricky Walden                        | 4–3                                 | 2015/16                      | [ 5 ]                        |
| Haining Open (nierankingowy) |                                     |                                     |                                     |                              |                              |
| 2016                         | Matthew Selt                        | Li Hang                             | 5–3                                 | 2016/17                      | [ 6 ]                        |
| 2017                         | Mark Selby                          | Tom Ford                            | 5–1                                 | 2017/18                      | [ 7 ] [ 8 ]                  |
| 2018                         | Mark Selby                          | Li Hang                             | 5–4                                 | 2018/19                      | [ 9 ]                        |
| 2019                         | Thepchaiya Un-Nooh                  | Li Hang                             | 5–3                                 | 2019/20                      | [ 10 ]                       |
| 2020                         | Odwołane z powodu pandemii COVID-19 | Odwołane z powodu pandemii COVID-19 | Odwołane z powodu pandemii COVID-19 | 2014/15                      |                              |
| 2021                         | He Guoqiang                         | Huang Jiahao                        | 5–0                                 | 2021/22                      | [ 11 ]                       |
| 2023                         | Yuan Sijun                          | Wu Yize                             | 5–1                                 | 2022/23                      | [ 12 ]                       |